# Raphaël Collin

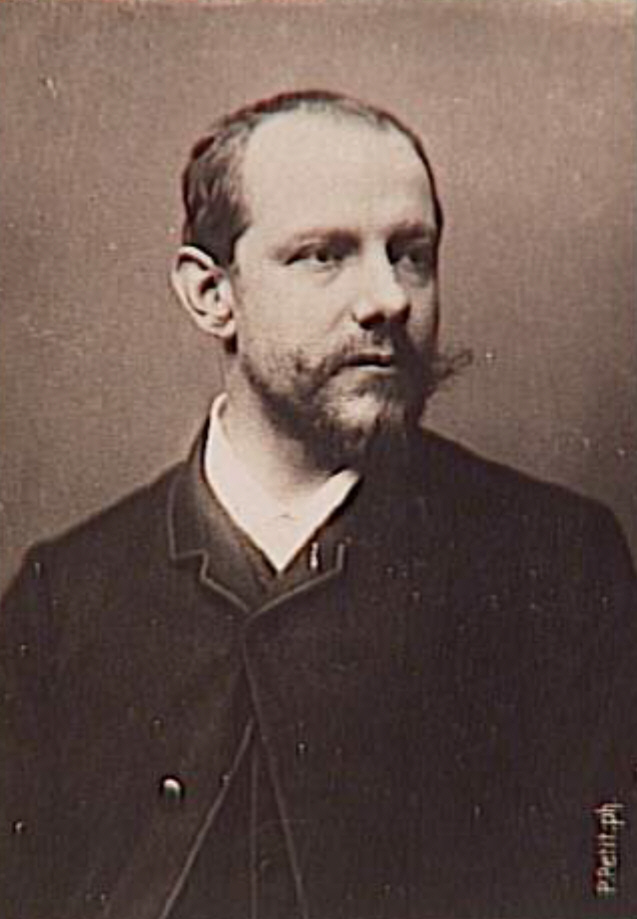
Raphaël Collin

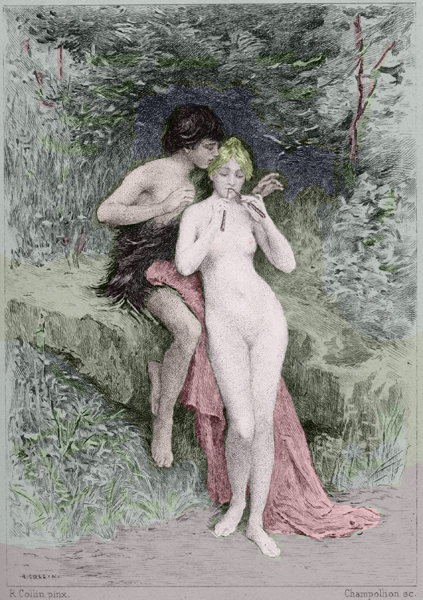
Daphnis und Chloe, 1877

Louis-Joseph-Raphaël Collin (* 17. Juni 1850 in Paris; † 21. Oktober 1916 in Brionne, Département Eure) war ein französischer Maler und Illustrator.

## Leben
Raphaël Collin studierte an der Kunstschule in Saint-Louis, danach ging er nach Verdun, wo er an der Privatschule des Malers Jules Bastien-Lepage weiter studierte. Zurück in Paris arbeitete er als Assistent bei dem Maler William Adolphe Bouguereau. 1898 wurde Collin zum Professor an der École des Beaux-Arts ernannt. 1909 wurde er Mitglied der Académie des Beaux-Arts. Unter seinen Schülern waren unter anderem Paula Modersohn-Becker, Theodor Hörmann, Fritz Klein, die Japaner Kuroda Seiki, Kume Keiichirō und Okada Saburōsuke.

## Auszeichnungen
- Offizier der Ehrenlegion
- Verdienstorden vom Heiligen Michael